# Город героев
«Город героев» (англ. Big Hero 6; букв. с англ. — «Большая шестёрка героев») — американский трёхмерный компьютерный полнометражный анимационный фильм 2014 года, и пятьдесят четвёртый созданный студией «Walt Disney Animation Studios» и выпущенный кинокомпанией «Walt Disney Pictures». Основан на одноимённых персонажах комиксов издательства Marvel, но, несмотря на это, существенно отличается от первоисточника. Режиссёры — Дон Холл и Крис Уильямс. Фильм удостоился премии «Оскар» как лучший анимационный полнометражный фильм.

## Сюжет
Действие фильма происходит в далёком незримом будущем в вымышленном мегаполисе Сан-Франсокио (прототипы послужили Сан-Франциско и Токио) — месте, где будут смешаны американская и японская культура. 14-летний вундеркинд, Хиро Хамада, большой любитель боёв ботов — подпольных игр на деньги, цель которых — при помощи своего боевого робота победить робота соперника. Хиро побеждает, но попадает в полицию вместе со своим братом Тадаши, прибывшим на помощь. Когда их освобождает тётя Кэс, Хиро хочет опять поехать на бои ботов, но Тадаши отвозит его в ВУЗ. Хиро встречает новых друзей — Хани Лемон, ГоГо, Васаби и Фреда. Хани Лемон одержима химией, ГоГо работает над велосипедом с электромагнитной подвеской, Васаби — над лазерными лучами, а Фред — не студент, а символ института и «бешеный фанат науки». Тадаши изобрёл медицинского робота Бэймакса. Директор ВУЗа — профессор Каллаган говорит Хиро, что если он хочет поступить, нужно удивить его своим изобретением на конкурсе, проходящем раз в году. После долгих творческих мучений Хиро с поддержкой брата изобретает микроботов — крохотных роботиков, магнитящихся друг к другу. Микроботы управляются при помощи нейронного модуля, они могут заменить перевозки, строительство и многое другое. Калаган даёт пропуск в поступление в ВУЗ. Директор крупной корпорации Алистер Крэй предлагает Хиро, чтобы тот продал ему микроботов. Хиро отказывается. Через некоторое время в ВУЗе происходит пожар, Тадаши отправляется спасать Каллагана и погибает. Хиро из-за скорби не приходит в университет.
Когда Хиро с Бэймаксом видят, что один из оставшихся микроботов куда-то рвётся, они, используя его как компас, приходят к заброшенному складу, где обнаруживают машину, копирующую микроботов. Внезапно они оживают и нападают на Хиро и Бэймакса. Герои пускаются в бегство. Когда Хиро и Бэймакс оказываются на втором этаже напротив окна, через которое они прошли, то они видят высокого человека в чёрном костюме и в маске Кабуки. Этот злодей, управляя микроботами, выбрасывает их в окно.
Бэймакс (так как он наполнен воздухом) спасает Хиро от травмы. После этого Хиро с Бэймаксом приходят в полицейский участок и рассказывают о случившемся офицеру, но он не верит Хиро. В этот момент Бэймакс разрядился. Хиро решает поймать злодея, создав для Бэймакса броню и дополнительный боевой чип с программой каратэ. Ночью Хиро и Бэймакс хотят поймать злодея. Прибыв в доки, Хиро теряет своего микробота, улетевшего в сторону моря. В этот момент с той стороны появляется сам злодей, и поднимает из-под воды странный объект. Бэймакс почти подготовился к бою, как тут прибывают друзья, которым Бэймакс разослал уведомления о плохом настроении Хиро. Случается погоня, но так как Васаби ездит только по правилам, его заменяет ГоГо. В конечном счёте машина тонет и Бэймакс, сняв броню, помогает друзьям добраться до суши. Фред отводит друзей к себе домой. Хиро заметил, что на странном предмете у злодея был логотип в виде красной ласточки. Фред предполагает, что под маской кабуки прячется Алистер Крэй, так как Хиро не продал ему микроботов. Подросток не уверен в этом, но Бэймакс успел просканировать у злодея ДНК. Друзья решают создать свою собственную команду героев, и начинают работу над своим снаряжением, используя свои наработки из ВУЗа.
Благодаря многократно усиленному сканеру, Беймакс обнаруживает, что нужный им человек находится на отдалённом острове. Там команда обнаруживает заброшенный научный центр. Внутри они находят видеозаписи камер наблюдения, в которых было показано, что Крэй создал проект «Бесшумная Ласточка» — проект по созданию порталов. Но этот проект не увенчался успехом. Когда в портал залетел корабль с пилотом, второй портал сломался, и пилот не вернулся. В этот момент на команду нападает злодей. Хиро в конечном счёте срывает маску, но в маске был не Алистер Крэй, а Профессор Каллаган. Тот гневным голосом требует вернуть маску. Хиро говорит, что Тадаши хотел спасти Каллагана, на что профессор отвечает, что он не хотел, чтобы его спасали. Это приводит Хиро в ярость, и он извлекает медицинский чип Бэймакса и требует, чтобы тот уничтожил Каллагана. Бэймакс рвётся убить профессора, но команда пытается ему помешать. Хани Лемон в последний момент вставляет чип, и Каллагану удаётся ускользнуть. Хиро злится на друзей, и говорит Бэймаксу, чтобы он отследил Каллагана, но его сканер оказывается повреждён. Хиро летит в свой гараж, чтобы починить сканер, после чего пытается вытащить медицинский чип Бэймакса, но робот не даёт ему сделать это, напоминая, что Тадаши не для этого его создал.
Бэймакс показывает все дубли испытания Тадаши над Бэймаксом. Хиро успокаивается и извиняется. В этот момент появляется остальная команда, прилетевшая на вертолёте Фреда. Хани Лемон говорит, что они нашли ещё записи камеры. Оказывается, что пилотом корабля была дочь Каллагана, и теперь профессор одержим жаждой мести Крэю.
В это время Каллаган уже взял в плен Крэя и восстановил портал над зданием его фирмы, чтобы уничтожить его и самого Крэя. В этот момент прибывает команда. Хиро пытается отговорить Каллагана от этой затеи, но у него не выходит, и начинается бой. В ходе него Хиро понимает, что пытаться снять с профессора маску бесполезно, и теперь цель команды — загнать как можно больше микроботов в портал. Вскоре у Каллагана не остаётся достаточно микроботов, и Бэймакс ломает его маску, и обезвреживает профессора. Однако портал не выключается, и Крэй говорит, что он скоро взорвётся. Тут Бэймакс обнаруживает в портале женский организм, находящийся в гиперсне и летит туда вместе с Хиро. Внутри они находят капсулу с дочерью Калагана. Бэймакс, взяв корабль, летит обратно к выходу. В ходе столкновения с одним из обломков, Бэймакс серьёзно повреждает броню, и оказывается обездвижен. Сохранился только ракетный кулак. Бэймакс говорит, что может спасти Хиро и Абигейл, но сам выбраться не сможет. Хиро со слезами на глазах говорит, что не хочет потерять ещё и его. Бэймакс запускает корабль к выходу ракетным кулаком и отключается. Хиро вместе с Абигейл выбираются из портала. Абигейл везут в больницу, а Каллагана — в тюрьму.
Находясь в университете, Хиро осматривает ракетный кулак Бэймакса, и обнаруживает, что перед тем, как отключиться, он оставил свой медицинский чип в кулаке. Хиро заново создаёт робота. Включившись, Бэймакс снова начинает функционировать так, как будто и не исчезал. В конце Хиро говорит: «Мы не думали становиться героями, но судьба решает всё за нас. Мой брат мечтал помогать людям. Этим мы и займёмся в нашем городе».

### Сцена после титров
В послетитровой сцене Фред дома разговаривает сам с собой у портрета отца, и случайно открывает секретную дверь, нажав на картину. В помещении он находит супергеройское снаряжение и целый набор супергеройских трусов. В этот момент позади него появляется Стэн Ли, который оказывается его отцом, и, сказав семейную пословицу, обнимает сына, говоря, что им много чего нужно сказать друг другу.

## Персонажи

### Члены команды «Город героев»
- Хиро Хамада[англ.] (англ. Hiro Hamada) — главный протагонист мультфильма. Юный гений робототехники, по сути, обычный 14-летний подросток. В свободное время он конструирует боевых роботов и выставляет их на подпольных боях в Сан-Франсокио. Старший брат Хиро — Тадаши — уговаривает его найти лучшее применение своим талантам и поступить в Технологический институт Сан-Франсокио. Когда гибель брата меняет жизнь мальчика, его лучшим другом становится созданный братом робот по имени Бэймакс. Вместе они собирают команду героев, взявших на себя очень опасную миссию. Его имя созвучно с английским «Hero» — «Герой».
- Бэймакс[англ.] (англ. Baymax) — второй главный герой мультфильма. Надувной медицинский робот, сконструированный Тадаши. С помощью встроенного сканера может измерить температуру тела или давление, оценить уровень боли и вылечить практически любой недуг. Бэймакс стал настоящим прорывом в области прикладной медицины, а для Хиро — лучшим другом. После небольших модификаций, в результате которых Бэймакс получает суперсилу и возможность летать, он присоединяется к пятёрке отважных героев. В конце фильма жертвует собой, чтобы спасти Хиро и дочь Роберта Абигейл. Однако он успевает передать Хиро свой чип, после чего тот воссоздал тело Бэймакса с нуля.
- ГоГо Томаго[англ.] (англ. GoGo Tomago) — ГоГо Томаго обожает скорость. Она отлично сложена, всегда собрана и очень предана команде. ГоГо не любит болтать по пустякам, с куда большим удовольствием надувает пузыри из жевательной резинки и отпускает саркастические комментарии в адрес окружающих. Присоединившись к команде героев, ГоГо получает способность развивать сверхзвуковую скорость с помощью магнитных колёс, которые она также использует как метательные диски и щиты. «Gogo» переводится как «энергичный».
- Хани Лемон[англ.] (англ. Honey Lemon) — у химика-любителя Хани Лемон всё спорится! За внешностью модницы в стильных очках стоит целеустремлённая особа, девиз которой: «Невозможное возможно». Похоже, её ничто не остановит на пути к намеченной цели. Всякий раз, попадая в передряги, Хани демонстрирует глубокие знания химии и помогает отважной команде героев выбираться из самых затруднительных ситуаций. В переводе с английского имя означает «медовый лимон». Присоединившись к команде героев, Хани обретает сумку с клавиатурой, на которой можно сделать любую химическую «бомбу».
- Фред (Фредзилла)[англ.] (англ. Fred (Fredzilla)) — на первый взгляд может показаться, что растяпа и фанат комиксов Фред — лентяй без цели в жизни. Он подрабатывает зазывалой и «ходячей рекламой», однако этот парень просто ждёт своего часа. Когда Фред присоединяется к команде героев, его знания комиксов и супергероев наконец-то находят достойное применение. Геройское альтер эго Фреда — монстр с острыми когтями, огнём изо рта и супер-прыжком по кличке «Фредзилла». По словам Дона Хола, создатели вдохновлялись старыми фильмами в жанре кайдзю.
- Васаби[англ.] (англ. Wasabi) — стремящийся к абсолютной точности и повсеместному порядку здоровяк Васаби не может отказать Хиро в помощи и присоединяется к команде самопровозглашённых героев. Он любит работать над плазмой, которая режет всё, как световой меч. Он оттачивает свои навыки ведения боя и демонстрирует потрясающее владение холодным оружием. У Васаби в комиксах есть фамилия — Ноу Джинждер. Известно, что «Васаби» — не настоящее имя, а прозвище, которое придумал Фред, когда его друг испачкал штаны одноимённой приправой.

### Остальные персонажи
- Роберт Каллаган (англ. Robert Callaghan), он же Йокаи — главный антагонист мультфильма. Преподаватель и куратор Тадаши, возглавляет кафедру робототехники в престижном Технологическом институте города Сан-Франсокио. Уже на самой первой встрече с Хиро ему удалось разглядеть в четырнадцателетнем юноше уникальные способности к проектированию и конструированию роботов. Все считали, что Каллаган погиб вместе с Тадаши, но его спасли микроботы Хиро.
- Тадаши Хамада (англ. Tadashi Hamada) — старший брат Хиро, невероятно заботливый и добрый юноша. Хиро понимает, насколько ему повезло со старшим братом, в то время как другим детям остаётся только мечтать о таком. Тадаши создал, сконструировал и запрограммировал инновационного медицинского робота-помощника Бэймакса, который способен помочь миллионам людей по всему миру. Погиб при пожаре, спасая профессора Каллагана, во время отбора учащихся для Технологического института, где выступал его брат. Прототип Тадаши — отец Хиро в комиксах.
- Кэсс Хамада (англ. Cass Hamada) — деловитая и энергичная тётя Кэсс заправляет популярной пекарней и кофейней в Сан-Франсокио. Несмотря на все заботы и хлопоты, у неё всегда найдётся время на своих любимых племянников — Хиро и Тадаши, с которыми она готова разделить радость или горе, подставив своё плечо… или тарелку с вкусной домашней едой.
- Алистер Крей (англ. Alistair Krei). Один из самых прославленных выпускников Технологического института Сан-Франсокио, предприниматель и новатор. Он владеет крупнейшей технологической компанией в мире — Krei Tech. В поисках новых прогрессивных идей и открытий, он отправляется на технологическую выставку в Сан-Франсокио, на которой встречает изобретательного Хиро. Последний считал, что Крей — Йокаи, так как не продал ему своих микроботов.
- Моти (англ. Mochi) — кот Хиро и Тадаши. Первоначально Моти должен был иметь гораздо большую роль в фильме в качестве Кота-Ракеты, однако эта идея воплотилась в жизнь в сцене экскурсии Тадаши (знакомство Хиро с будущими товарищами по команде) в руках одного из студентов. Тем не менее, в книге «Дневник Хиро» Моти является Котом-Ракетой.
- Абигейл Каллаган (англ. Abigail Callaghan) — дочь профессора Каллагана, пилот. В ходе неудачного эксперимента Крея («Бесшумная Ласточка» — Телепорт материи в пространстве) чуть не погибла во время испытания телепорта, один из них вышел из строя — Абигейл влетела в один телепорт и попала в Междумирье, однако оказалось, что она находится в состоянии гиперсна. Спасена Бэймаксом и Хиро.
- Офицер Джерсон (англ. Officer Gerson) — офицер полиции, которому Хиро рассказывает о нападении Йокаи. Назван в честь сценариста мультфильмов Pixar Дэниэла Джерсона.
- Яма (англ. Yama) — прославленный участник боёв роботов. Единственный, кто сумел его победить — Хиро Хамада, из-за чего Яма рассвирепел не на шутку. От неминуемого избиения Хиро спас Тадаши. Примечательно, что его имя переводится как «гора».

## В ролях
| Персонаж                  | Озвучивание           |
| ------------------------- | --------------------- |
| Хиро Хамада               | Райан Поттер          |
| Бэймакс                   | Скотт Эдсит           |
| ГоГо Томаго               | Джейми Чон            |
| Васаби                    | Дэймон Уэйанс-младший |
| Хани Лемон                | Генезис Родригес      |
| Фред/Фредзилла            | Ти Джей Миллер        |
| Тадаши Хамада             | Дэниел Хенни          |
| Тётя Кэсс                 | Майя Рудольф          |
| Профессор Роберт Каллаган | Джеймс Кромвелл       |
| Алистер Крей              | Алан Тьюдик           |
| Генерал                   | Абрахам Бенруби       |
| Абигейл Каллаган          | Кэти Лоус             |
| Телекомментатор           | Билли Буш             |
| Офицер Джерсон            | Дэниел Джерсон        |
| Яма                       | Пол Бриггс            |
| Предводитель              | Шарлотт Гьюлэйзиен    |
| Хитклифф                  | Дэвид Шонесси         |
| Отец Фреда                | Стэн Ли               |
| второстепенные персонажи  | Кэм Кларк             |
| второстепенные персонажи  | Кирк Бэйли            |

## Создание мультфильма
В 2009 году, после того как компания «The Walt Disney Company» приобрела «Marvel Entertainment», генеральный директор «Walt Disney Pictures» Боб Айгер предложил работникам студии изучить предыдущие работы «Marvel» и экранизировать одну из них. Режиссёр Дон Холл, который в тот момент работал над мультфильмом «Медвежонок Винни и его друзья», однажды просматривал базу данных Marvel и там наткнулся на комикс, о котором раньше ничего не слышал — «Big Hero 6». В 2011 году Холл предложил концепт Джону Лассетеру, и тот принял предложение. В 2012 году студия Disney подтвердила, что мультфильм по комиксам Marvel находится на ранней стадии производства. Подтверждено, что мультфильм не войдёт в киновселенную Marvel, хотя многие из творческой группы издательства участвовали в работе над «Городом героев», в том числе и Джо Кесада. Рассказывая о фильме, Кесада сказал, что взаимоотношения Хиро и его робота имеют очень диснеевский колорит, но элементы Marvel всё же присутствуют.
Анимационный стиль и место действия совмещают восточную (преимущественно японскую) и западную культуру. В мае 2013 года был выложен концепт-арт и видеообзор города Сан-Франсокио. 31 декабря того же года содиректором «Города героев» стал один из режиссёров «Вольта» Крис Уильямс. В тот же день Рой Конли, участвующий в создании известных фильмов Disney («Горбун из Нотр-Дама»; «Рапунцель: Запутанная история»), заменил Кристину Рид в качестве продюсера картины.
Исследуя робототехнику, создатели мультфильма консультировались с инженерами университета Карнеги — Меллон, работавшими в области «мягкой робототехники», используя надувной винил. Холл утверждал, что «технология будет иметь потенциал, вероятно, в области медицины в будущем, создавая мягких и добрых роботов и не причиняя людям вреда». Выбор дизайна механической брони для Бэймакса занял некоторое время, поскольку авторы картины пытались отыскать что-то, что отражало бы его характер. Футуристический город Сан-Франсокио Холл описывает как «альтернативную версию Сан-Франциско. Большинство технологий — передовые, но во многом чувствуется ретро. Место жительства Хиро напоминает Хейт-Эшбери. Я люблю Painted ladies. Мы придали им японский облик. На нижнем этаже одного из домов мы разместили кафе. Они живут над кофейней».
Фильм сильно отличается от комиксов: именами персонажей, местом действия, этнической принадлежностью и биографией героев, некоторыми сюжетными линиями. Некоторые персонажи комиксов не появились в мультфильме из-за проблем с авторскими правами (права на Серебряного Самурая и Санфайр приобрела компания 20th Century Fox).

## Манга
Манга по мотивам мультфильма (который называется «Бэймакс» в японском прокате (ベイマックス)) с иллюстрациями Харуки Уэно издаётся с 20 августа 2014 года в Kodansha’s Magazine Special. Пролог был опубликован в Weekly Shōnen Magazine 6 августа.

## Выход
«Город героев» вышел в прокат 23 октября 2014 года, а премьера в России состоялась 25 октября. Мультфильм был показан в кинотеатрах с короткометражкой «Feast».

## Критика
На агрегаторе рецензий Rotten Tomatoes рейтинг одобрения составляет 90 % на основе 228 обзоров со средним баллом 7,4 из 10. Консенсус сайта гласит: «Приятно занимательный и блестяще анимированный, динамичный, насыщенный действиями и часто трогательный». На Metacritic рейтинг составил 74 балла из 100 на основе 38 обзоров, что указывает на «в целом положительные отзывы».
Майкл Салливан из The Washington Post поставил фильму 3,5 звезды из 4, написав, что «настоящая привлекательность не в действиях главного героя, а в его сердце».

## Саундтрек
Вся музыка (кроме песни «Immortals») написана Генри Джекманом.
| №   | Название                       | Исполнители  | Длительность |
| --- | ------------------------------ | ------------ | ------------ |
| 1.  | «Immortals»                    | Fall Out Boy | 3:15         |
| 2.  | «Hiro Hamada»                  |              | 1:57         |
| 3.  | «Nerd School»                  |              | 2:12         |
| 4.  | «Microbots»                    |              | 1:46         |
| 5.  | «Tadashi»                      |              | 1:46         |
| 6.  | «Inflatable friend»            |              | 1:56         |
| 7.  | «Huggable Detective»           |              | 1:35         |
| 8.  | «The Masked Man»               |              | 1:29         |
| 9.  | «One of the Family»            |              | 1:49         |
| 10. | «Upgrades»                     |              | 2:27         |
| 11. | «The Streets of San Fransokyo» |              | 4:08         |
| 12. | «To the Manor Born»            |              | 1:15         |
| 13. | «So Much More»                 |              | 3:01         |
| 14. | «First Flight»                 |              | 2:35         |
| 15. | «Silent Sparrow»               |              | 4:39         |
| 16. | «Family Reunion»               |              | 2:39         |
| 17. | «Big Hero 6»                   |              | 6:57         |
| 18. | «I Am Satisfied With My Care»  |              | 5:29         |
| 19. | «Signs of Life»                |              | 1:14         |
| 20. | «Reboot»                       |              | 1:48         |

## Награды и номинации
- 2014 — номинация на премию «Спутник» за лучший анимационный фильм.
- 2015 — премия «Оскар» за лучший анимационный фильм.
- 2015 — номинация на премию «Золотой глобус» за лучший анимационный фильм.
- 2015 — номинация на премию BAFTA за лучший анимационный фильм.
- 2015 — номинация на премию «Сатурн» за лучший анимационный фильм.
- 2015 — премия «Энни» за лучшие анимированные эффекты в анимационном фильме, а также 6 номинаций.

## Продолжение
В марте 2016 года было объявлено, что Дисней сделают продолжение в качестве анимационного сериала, который будет транслироваться на канале Disney XD. Премьера одноимённого телесериала состоялась 20 ноября 2017 года.